# Hans Gerhard Zachmann
Hans Gerhard Zachmann (* 21. Juli 1931 in Solka; † 28. April 1996 in Mailand) war ein deutscher Physiker und Hochschullehrer. Er wirkte in Hamburg als Professor für Analytik und Physik der Polymeren.

## Leben
Hans Gerhard Zachmann, Sohn von Adelheid Zachmann, geborene Schulz, und des Rechtsanwalts Johann Zachmann, studierte in Graz, Erlangen, Kiel und Mainz Physik. Er erwarb sein Diplom 1956 in Kiel. 1960 wurde er bei dem Physiker Herbert Arthur Stuart an der Universität Mainz zum Dr. rer. nat. promoviert. Ebenfalls in Mainz habilitierte er sich im Jahr 1965. Anschließend ging er 1968 als Gastwissenschaftler zu Anton Peterlin am Research Triangle Institute in North Carolina. Zwischen 1971 und 1977 war Zachmann dann Professor in Mainz, im Jahr 1977 wechselte er an die Universität Hamburg, wo er den Lehrstuhl für Analytik und Physik der Polymeren erhielt. Hans G. Zachmann verfasste unter anderem ein Lehrbuch Mathematik für Chemiker, das zuerst im Jahr 1972 erschien und das zahlreiche Auflagen erfuhr. Zachmann war an der Universität Mainz Sprecher des Sonderforschungsbereiches „Makromoleküle“.

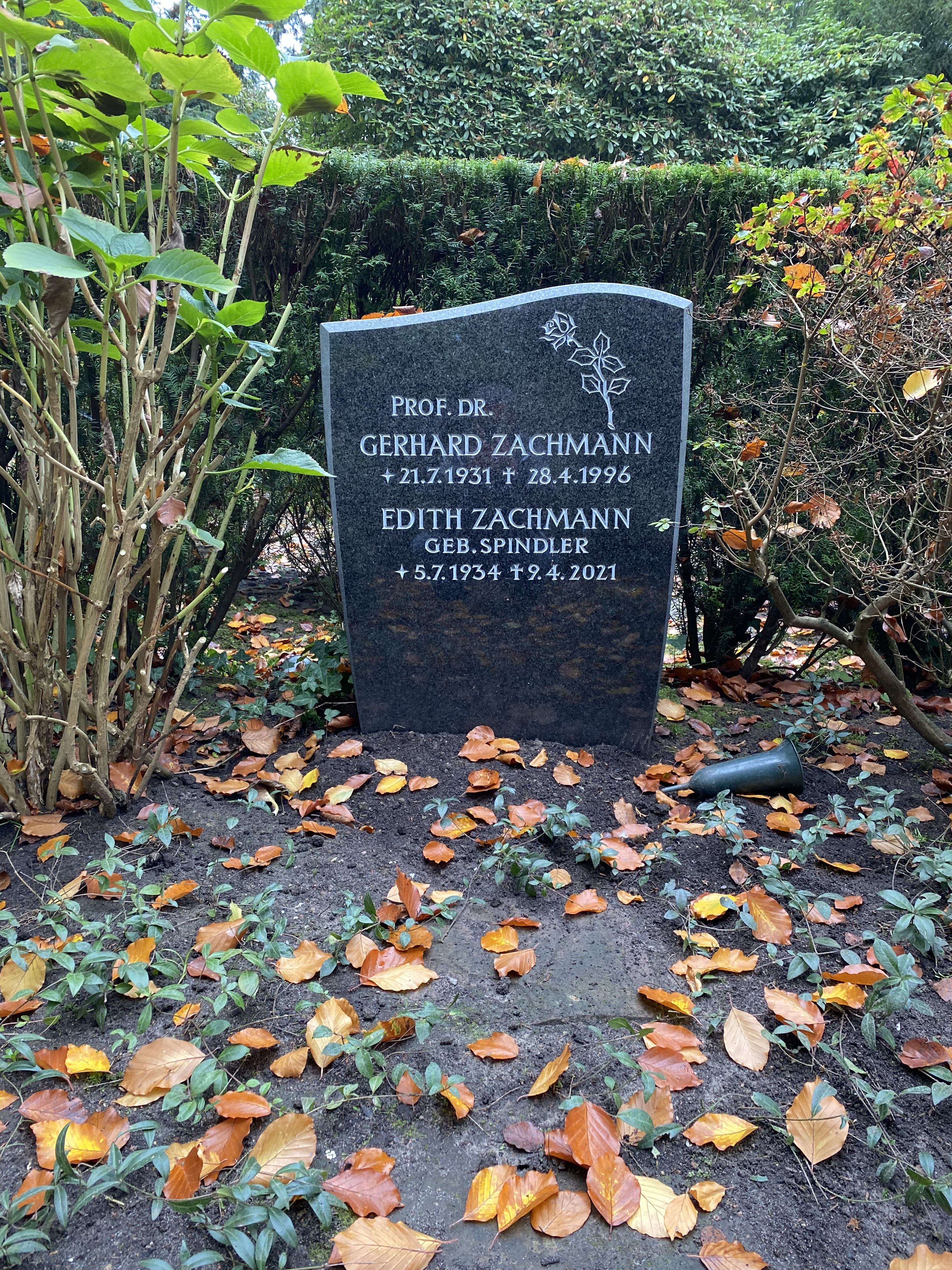
Grabstätte

Er war evangelisch und war ab 1957 mit Edith Zachmann, geborene Spindler, verheiratet. Aus der Ehe gingen Thomas und Harald Zachmann hervor. Hans Gerhard Zachmann starb im Alter von 64 Jahren und wurde auf dem Nienstedtener Friedhof in Hamburg beigesetzt.

## Preise und Auszeichnungen (Auswahl)
- 1988  Alexander-von-Humboldt-Mutis-Preis

## Veröffentlichungen (Auswahl)
- Mathematik für Chemiker. 1972; 6. Auflage, bearbeitet von Ansgar Jüngel: Wiley-VCH, Weinheim 2007,  ISBN 978-3-527-30315-1.